# Ларьков Олександр Пилипович
Ларьков Олександр Пилипович (14 липня 1943, м. Туринськ Свердловської області, Російська Федерація) — радянський військовий діяч, полковник.

## Життєпис
Народився 14 липня 1943 в м Туринську Свердловської області.
Закінчив:
1965 - з відзнакою Горьковське військове училище зв'язку
1975 - Івано-Франківський державний педагогічний інститут
1979 - ВПА ім. В.І. Леніна
1992 - Донецький інститут управління.
Останні посади - начальник політвідділу Ачинського військового авіаційно-технічного училища; інспектор, старший інспектор ГоловПУРу СА і ВМФ.
З серпня 1991 по липень 1993 року - начальник ДВВПУ.
Проживає в м. Москва. Очолює Загальноросійську громадську організацію «Російський союз офіцерів запасу».

## Нагороди
- орден «За службу Батьківщині в Збройних Силах СРСР» III ступеня
- 15 х медалі